# Cristóbal de Grecia
Cristóbal de Grecia (San Petersburgo, 10 de agosto de 1888-Atenas, 21 de enero de 1940) fue hijo del rey Jorge I de Grecia y de la gran duquesa Olga Constantínovna de Rusia, siendo el menor de los hermanos (se llevaba veinte años con su hermano mayor, Constantino).

## Biografía
Con 25 años, pasando una temporada en el palacio del zar Nicolás II de Rusia, se fijó en la gran duquesa Olga Nikoláyevna y pidió su mano al zar, que se rio y, como excusa, comentó que Olga era muy joven para contraer matrimonio, aunque en realidad tanto Nicolás II como su esposa, la zarina Alejandra Fiódorovna, ya tenían planes de casar a Olga con Carlos de Rumanía (futuro rey Carlos II).
Le ofrecieron los tronos de Portugal, Lituania y Albania, y a todos los rechazó.
Se casó el 1 de enero de 1920 en Vevey, Suiza, con la viuda estadounidense Nancy Stewart Worthington Leeds, quien poseía una gran fortuna que sirvió para ayudar económicamente a la familia real griega en época de apuros. El rey Constantino I de Grecia le otorgó el título de princesa con el nombre de Anastasia de Grecia. El 29 de agosto de 1923 moría Nancy en Londres, dejando viudo a Cristóbal.
Cristóbal se trasladó su residencia de Londres a Roma, viviendo en la Villa Anastasia.
El 11 de febrero de 1929 se casó con princesa Francisca de Orleans en Palermo. Tuvieron un hijo, Miguel de Grecia, nacido el 7 de enero de 1939. Miguel es uno de los familiares más queridos por la reina Sofía de España.
El 21 de enero de 1940 murió Cristóbal en Atenas a consecuencia de la complicación de una enfermedad pulmonar por una gripe.

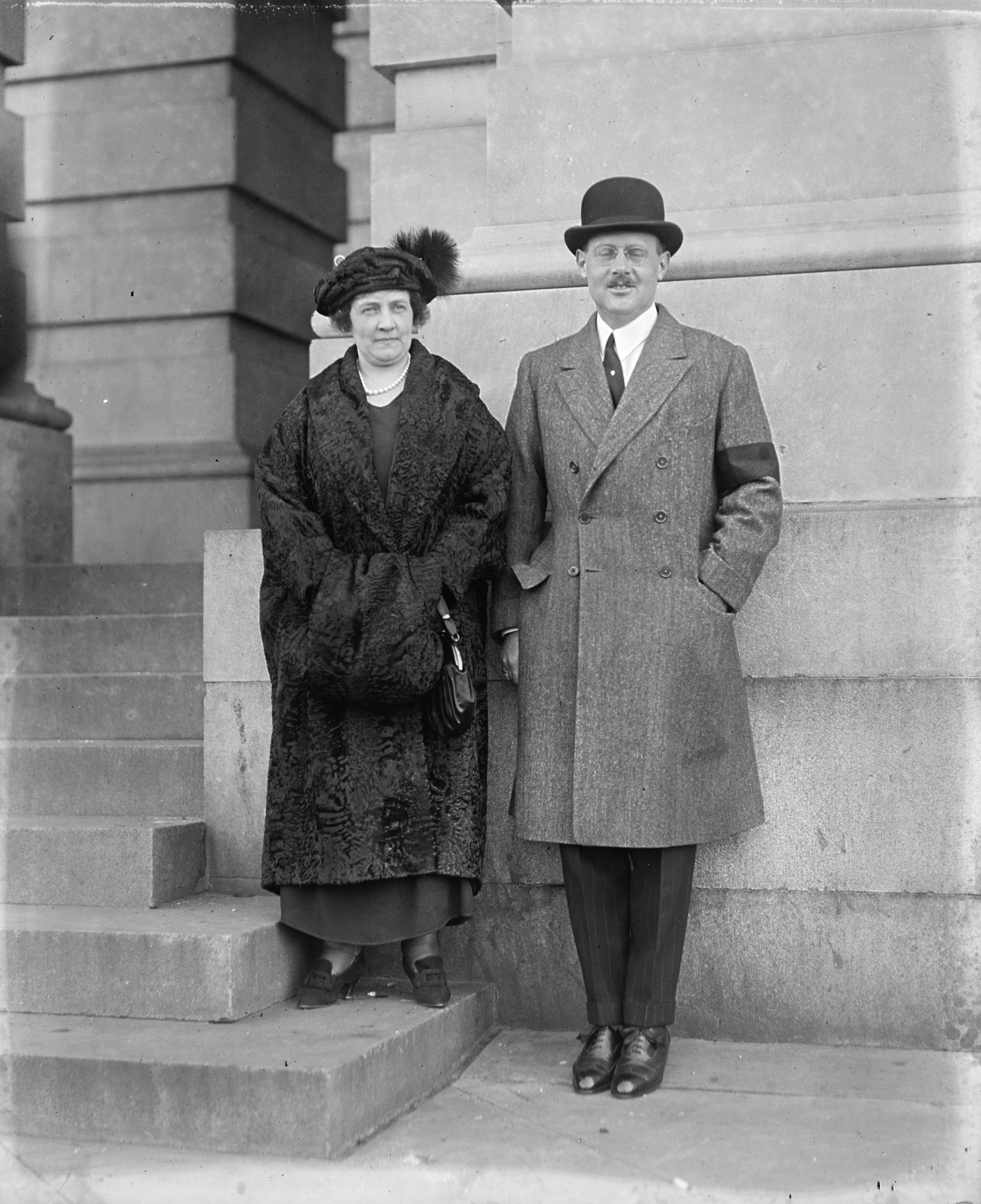
Los príncipes Cristóbal y Anastasia de Grecia.

## Distinciones honoríficas
- 29 de julio de 1909:  Caballero de la Orden del Elefante (Reino de Dinamarca).[1]
- Caballero gran cruz de la Orden de San Olaf (Reino de Noruega).
- Caballero gran cruz de honor Real Orden Victoriana ( Reino Unido).